# Дом учёных (Нижний Новгород)
Дом учёных (Нижний Новгород) (полное название Государственное бюджетное учреждение дополнительного профессионального образования «Нижегородский научно-информационный центр») — центр развития, делового общения и досуга научной и технической общественности.
С 2016 года именуется как ГБУ ДПО «Нижегородский научно-информационный центр».

## История
Здание дома № 25 по улице Октябрьская было построено в конце XIX века для ремесленной управы. В 1920-х годах оно было передано под размещение Дома научно-технических работников. В 1937 году принято решение об организации на его базе Дома учёных. С 1976 по 2007 год Нижегородский Дом учёных возглавляла Заслуженный работник культуры Российской Федерации Тамара Федоровна Скуднова.
Драмкружок при Доме вела Раиса Вашурина
В 1999 году Министерством образования и науки Нижегородской области учреждён Нижегородский научно-информационный центр (ННИЦ).

## Устройство
На трёх этажах Центра имеются выставочный зал, Большой зал на 200 посадочных мест, «Янтарная комната» на 15 посадочных мест, три аудитории (на 10-35 человек), конференц-зал, зал для презентаций и читальный зал библиотеки.

## Направления деятельности
Организует работу научных сотрудников при реализации научно-технологических проектов, а также предпринимателей в создании наукоемкого бизнеса. Проводится работа по повышению квалификации научных сотрудников и специалистов.
В рамках сотрудничества с Роспатентом, оказывает помощь в патентовании объектов интеллектуальной собственности, изобретений, регистрацию и разработку товарных знаков (логотипа, бренда), защиту авторских прав.
Оказывает помощь инвесторам в поиске новых направлений для развития бизнеса, поддерживает Электронную биржу высоких технологий, издает газету по вопросам науки, техники и инноваций — «Поиск-НН».
Участвует в организации работы молодых учёных, молодёжных клубов и ассоциаций, в проведении ежегодных Сессий молодых учёных, оказывает организационную помощь в реализации научно-технических и инновационных проектов с привлечением финансовых средств.
Организует работу библиотеки — около 40 тыс. единиц книгохранения, как научного характера по различным отраслям знания (философия, физико-математические и естественные науки, экономика, право, история, искусство, языкознание), так и художественная литература отечественных и иностранных авторов, в том числе на иностранных языках.